# Museum der Volksarchitektur und Lebensweise am mittleren Dnepr
Das Museum der Volksarchitektur und Lebensweise am mittleren Dnepr (ukrainisch Музей народної архітектури та побуту Середньої Наддніпрянщини Musej narodnoji architektury ta pobutu Serednjoji Naddniprjanschtschyny; russisch Музей народной архитектуры и быта Средней Надднепрянщины Musei narodnoi architektury i byta Srednei Naddneprjanschtschiny) ist ein großes Freilichtmuseum der Volksarchitektur in der ukrainischen Stadt Perejaslaw. Es befindet sich am Stadtrand und ist Teil des historisch-ethnographischen Schutzgebiets Perejaslaw.
Im Museum befindet sich auf einer Fläche von 30 ha ein Bereich mit Gebäuden von der Altsteinzeit bis zum Kiewer Rus und ein Dorf aus der Region des Mittleren Dnepr aus dem späten 19. und frühen 20. Jahrhundert. Das Museumsdorf wird durch 13 thematische Museen ergänzt. Insgesamt besitzt das Museum 122 historische Gebäude und 30.000 materielle und immaterielle Objekte aus dem Bereich der Volkskultur.

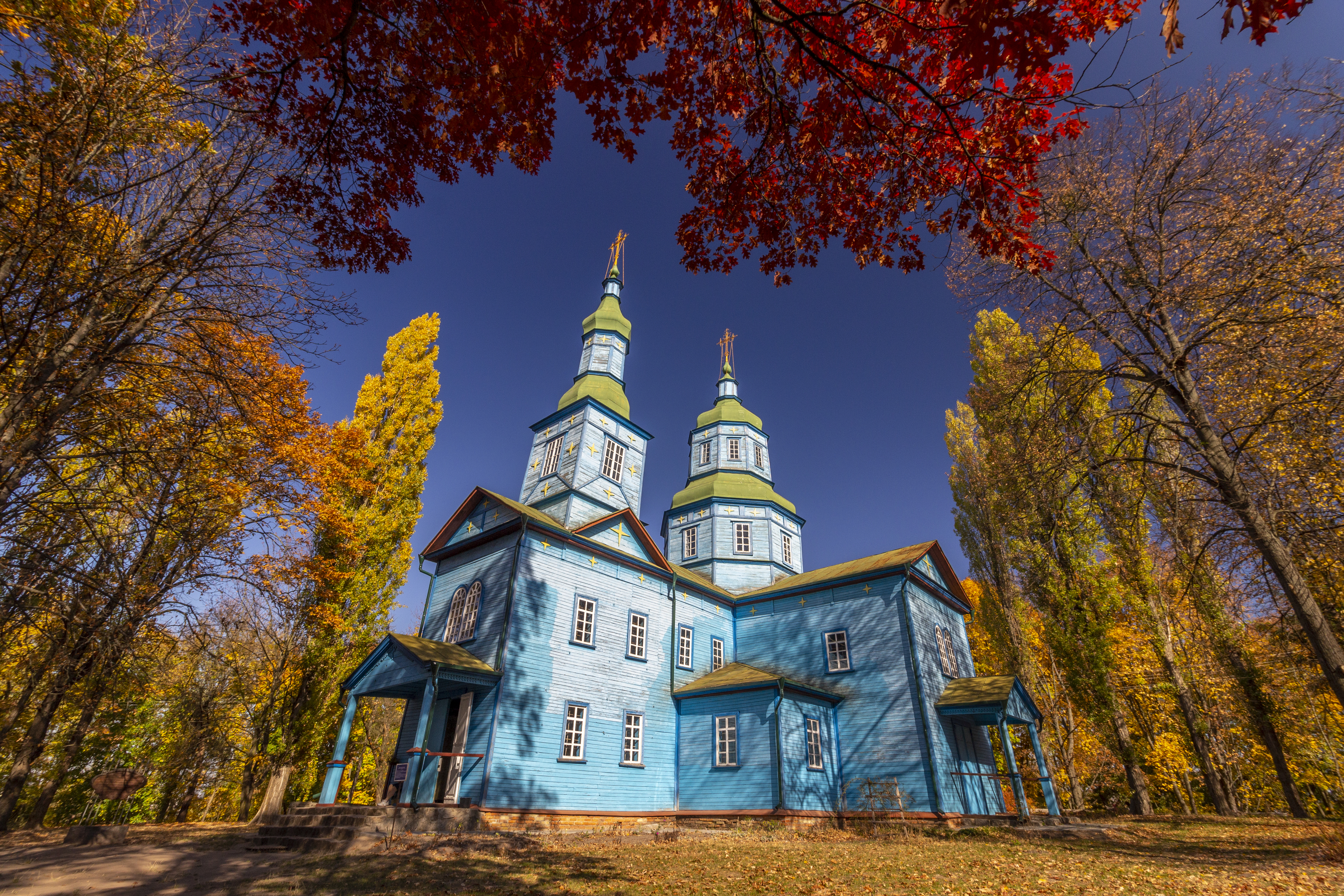
Sankt-Georg-Kirche aus Andruschi von 1768
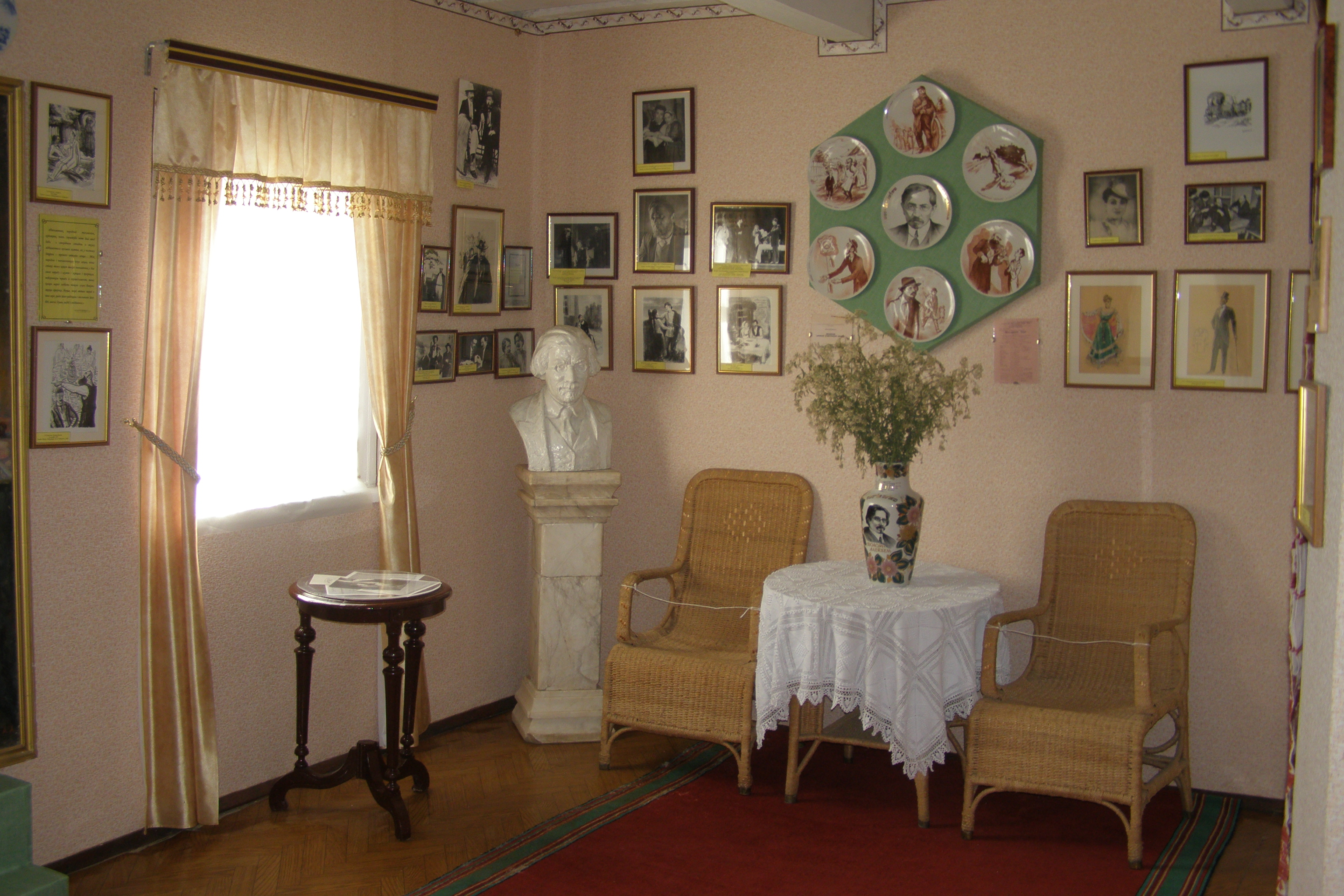
Innenraum des Scholem-Alejchem-Museums auf dem Museumsgelände
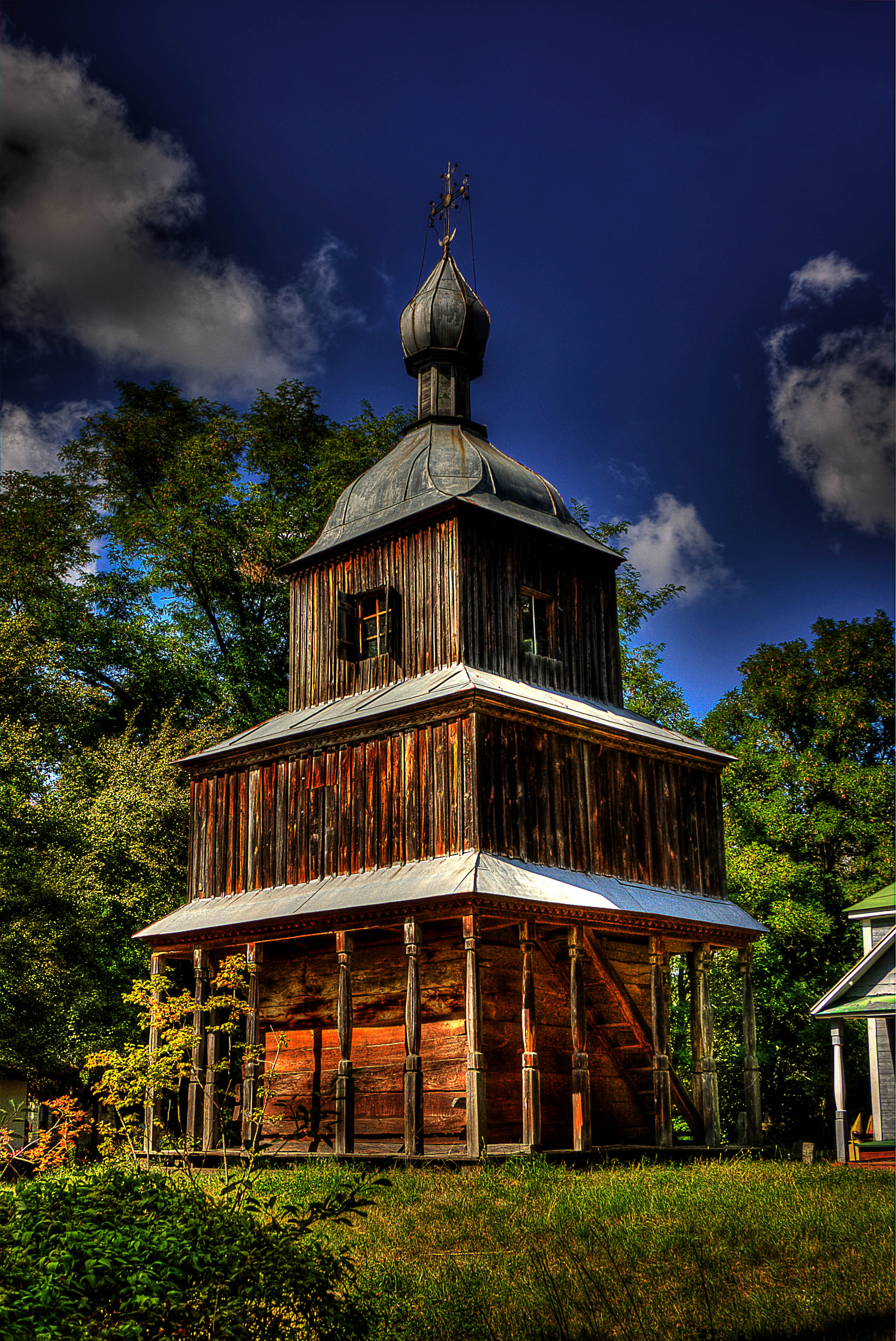
Hölzerner Glockenturm von 1760 aus Buschewe